# سسک‌های نمادین
سسک‌های نمادین (نام علمی: Sylvia) (به انگلیسی: Typical warblers) سرده‌ای است از گنجشک‌سانان و حشره‌خوار از تیره سسکان / سسکان جهان قدیم (Sylviidae) (یا سسک‌های sylviid). اکنون هفت گونه از سسک‌های نمادین (Sylvia) وجود دارد. سسک‌های نمادین در مناطق معتدل تا مناطق گرمسیری اروپا، غرب و مرکز آسیا و آفریقا، با بالاترین تنوع گونه‌ای یافت می‌شوند که مرکز آن در مدیترانه است.

## گونه‌های موجود
این سرده که در حال حاضر محدود شده‌است، شامل گونه‌های زیر است:
- سسک سرسیاه Sylvia atricapilla
- سسک باغی Sylvia borin
- سسک دوهرن Sylvia dohrni
- سسک حبشی Sylvia galinieri
- سسک سرسیاه بیشه Sylvia nigricapillus
- لیکوی تپه‌ای آفریقایی Sylvia abyssinica
- لیکوی تپه‌ای رونزوری Sylvia atriceps